# Oh Boy (roman)
Pour les articles homonymes, voir Oh Boy.
Oh, boy ! est un roman écrit par Marie-Aude Murail paru en 2000 à l'École des loisirs. L'intrigue tourne autour d'une fratrie d'orphelins qui doit trouver un tuteur, alors que la relation avec leur demi-sœur est difficile et que leur demi-frère est immature et homosexuel. Le roman a remporté un grand succès et est utilisé dans l'enseignement pour évoquer la thématique de l'homosexualité.

## Personnages
- Siméon Morlevent : Adolescent de 14 ans maigre aux yeux marron, il est l'aîné du trio Morlevent. Il est aussi protecteur envers ses petites sœurs que pudique face aux adultes. Surdoué, il est en classe de terminale et prépare activement son bac.
- Morgane Morlevent : Fillette de 8 ans aux oreilles très décollées, elle est très proche de son frère Siméon qu'elle voit comme un modèle. Comme lui, elle excelle à l'école et met un point d'honneur à être la première partout. Très sensible, elle vit mal le fait d'être souvent oubliée par les adultes, coincée entre son grand frère précoce et sa petite sœur adorable.
- Venise Morlevent : Cette jolie fillette de 5 ans blonde aux yeux bleus est la benjamine des Morlevent. Très douée pour s'attirer l'amour de chacun, elle est dotée d'un solide caractère et d'une franchise enfantine. Étant à l'âge de la découverte du corps, elle fait vivre des histoires d'amour torrides à ses poupées Barbie.
- Barthélémy Morlevent : 26 ans, grand, yeux bleus, cheveux teints, bronzage parfait en décembre, il est l'aîné des Morlevent. Immature et insouciant, il est victime de nombreux préjugés envers l'homosexualité, ce qui le dévalorise afin d'obtenir la garde de ses demi-frères.
- Josiane Morlevent : 37 ans, ophtalmologue très réservée quant à la fratrie Morlevent. Elle s'attache cependant très vite à Venise qui lui semble être la petite enfant idéale pour une femme comme elle qui ne parvient pas à tomber enceinte. Cependant, elle ne montre, dans un premier temps, aucun intérêt pour Morgane et Siméon.
- Monsieur Mériot : Le directeur du foyer de la Folie-Méricourt, un orphelinat pour garçons qui accepte d'accueillir temporairement le trio Morlevent en attendant une solution durable.
- Laurence Deschamps : La juge des tutelles. Elle prend très à cœur le dossier Morlevent et admire beaucoup Siméon, notamment pour son intelligence. Elle a un faible pour le chocolat.
- Bénédicte Horau : assistante sociale.
- Nicolas Mauvoisin : Médecin au service des jeunes leucémiques, c'est lui qui se charge, avec son équipe, de tout faire pour que Siméon soit soigné pour pouvoir passer son bac.
- Aimée : voisine de palier de Barthélémy battue par son mari.
- Léo : ancien petit ami de Barthélémy.

## Résumé
Le récit suit une fratrie de trois enfants (Siméon, quatorze ans, Morgane, huit ans et Venise, cinq ans) devenus orphelins depuis peu. Leur père, Georges Morlevent, a disparu depuis longtemps et leur mère, Catherine, vient de se suicider en buvant du liquide vaisselle (afin de protéger ses deux jeunes sœurs, Siméon leur racontera qu'elle est décédée des suites d'une chute dans les escaliers). S'ils sont, dans un premier temps, placés temporairement tous les trois dans un foyer pour jeunes garçons, l'objectif premier des enfants et les Morlevent est de trouver un foyer sur le long terme sans être séparés les uns des autres.  
Touchée par les malheurs des trois enfants et par la détermination de l'aîné, la juge des tutelles, Laurence Deschamps, commence ses recherches afin de retrouver des membres éloignés de la famille des jeunes Morlevent susceptibles d'assumer le rôle de tuteur. Elle leur trouve deux aînés, issus d'une première union de leur père : Josiane Morlevent, 37 ans, ophtalmologue, et Barthélémy (Bart) Morlevent, 26 ans, travaillant chez un antiquaire. Cependant, la question de la garde des trois enfants pose tout de suite de nombreux problèmes : si Barthélémy semble être théoriquement le tuteur idéal en raison de son lien fraternel direct avec les trois orphelins (tous les quatre étant les enfants de Georges Morlevent), il ne semble pas emballé à l'idée d'obtenir leurs gardes, d'autant que son hygiène de vie n'est pas des plus stables (particulièrement au niveau alimentaire et sentimental). Enfin, son homosexualité le rend victime de nombreux préjugés qui poussent Josiane Morlevent et la juge des tutelles à douter de son aptitude à servir de modèle à des enfants. Josiane, quant à elle, n'est pas directement liée par le sang aux trois orphelins puisque Georges Morlevent n'est pas son père biologique mais l'a simplement reconnue comme étant sa fille. Cependant, son cadre de vie aisé semble davantage propice que celui de son frère à accueillir la petite fratrie. Malheureusement, elle ne manifeste de l'intérêt qu'envers l'adoption de la benjamine du trio, Venise, qui représente à ses yeux la petite fille que toute mère rêverait d'avoir (elle-même n'est jamais parvenue à tomber enceinte) et annonce tout de suite à la juge son refus de se voir confier la garde des deux plus grands, ce qui va à l'encontre du souhait des trois enfants qui veulent avant tout rester ensemble.
La juge Laurence décide dans un premier temps d'attribuer la garde à Bart et de premières « périodes d'essai » se mettent en place où les trois enfants passent un après-midi puis un week-end chez leur demi-frère qui est moins motivé par l'obtention de leur garde que par les subventions que cette dernière pourrait lui faire obtenir. Si la petite Venise adopte immédiatement son nouveau grand frère, Siméon reste dubitatif au sujet de ce dernier qu'il considère comme immature et trop insouciant. Au cours de leurs visites chez Bart, les Morlevent feront la connaissance de la voisine Aimée, une femme battue par son mari venant régulièrement trouver refuge chez Bart et que ce dernier n'hésitera pas à utiliser pour faire croire à une vie de couple stable (et hétérosexuelle) au juge des tutelles.
La relation entre Siméon et Bart prend un nouveau tournant lorsqu'on apprend que le jeune adolescent souffre d'une leucémie. Pour la première fois, Bart doit assumer pleinement ses nouvelles responsabilités envers son demi-frère, notamment en l'accompagnant dans ses démarches médicales et en prenant soin des deux petites sœurs en l'absence de leur aîné. Parallèlement à cela, Josiane tente de s'annexer la petite Venise en proposant à Bart de prendre les deux petites sœurs en vacances chez elle, ce que ce dernier ne peut refuser. Ainsi, Venise se retrouve l'objet de convoitise de tout le monde tandis que Morgane, négligée, ne parvient plus à faire face au deuil de sa mère et à l'instabilité de sa vie actuelle. Malgré tout, les deux fillettes réclament sans cesse Barthélémy, au grand chagrin de Josiane.
Parallèlement à la question de la garde des petites, Bart soutient jour et nuit son frère cadet dans la maladie, lui apportant ses cours pour qu'il révise ses examens de fin d'année (surdoué, Siméon est en terminale et a formulé comme souhait au docteur Mauvoisin de pouvoir passer son baccalauréat malgré la maladie) et lui donnant le plus possible des nouvelles de ses sœurs. C'est au terme de rudes efforts et d'une transfusion sanguine de Bart à Siméon que ce dernier parvient à vaincre petit à petit la leucémie. 
Afin de résoudre une bonne fois pour toutes la mésentente et la rivalité qui règnent parmi les cinq Morlevent, des séances collectives de psychothérapie sont organisées. On y apprend que la guerre froide entre Barthélémy et Josiane est causée par le fait que chacun d'eux est jaloux de l'autre : George Morlevent ayant disparu avant que Bart ne naisse, ce dernier envie Josiane de l'avoir connu et vit depuis toujours avec l'idée que son père ne voulait pas de lui (ce qui est faux, George Morlevent ayant  disparu avant de savoir que sa femme était enceinte). Quant à Josiane, elle est jalouse de l'attention que Bart a toujours reçue de leur mère, d'autant qu'il ressemble physiquement beaucoup au mystérieux père, ce qui accentue chez Josiane la pensée qu'elle n'est pas biologiquement une enfant de Georges, la laissant croire qu'elle est donc moins aimée. Les tensions ayant été globalement apaisées et l'état de santé de Siméon s'étant stabilisé, tout le monde tente de trouver une solution durable au sujet des trois orphelins Morlevent.
D'un commun accord, la tutelle et la garde des petites est finalement attribuée à Josiane dont l'hygiène de vie convient davantage à des enfants, ce que Bart soutient puisqu'il reconnaît lui-même être trop peu responsable et n'ayant pas une vie suffisamment stable pour s'occuper de ses jeunes sœurs à plein temps. Il obtient cependant la garde de Siméon et se voit donner le titre de subrogé-tuteur. Ainsi, comme dans le cadre d'un divorce, il aura tous les enfants une fin de semaine sur deux. Josiane accepte cet arrangement, d'autant qu'elle a appris à ne plus faire de différence de traitement entre Morgane et Venise. Les enfants Morlevent sont donc finalement à moitié séparés, mais Siméon admet que c'est la meilleure solution et que le plus important est qu'ils puissent tout de même continuer de se voir le plus souvent possible. Par ailleurs, il obtient son bac avec mention très bien et la voisine Aimée, libérée de son mari tyrannique (tué accidentellement dans un cadre de légitime défense alors qu'il menaçait sa femme) reste très proche de Bart et conserve toujours des liens amicaux avec les enfants Morlevent qui l'apprécient beaucoup.

## Récompenses
- Prix Jeunesse France Télévision 2000
- Prix Tam-Tam 2000 (Salon du livre de jeunesse de Montreuil)
- Prix "Pot de billes" 2001 (Salon de Montbéliard)
- Prix Sésame 2001 (Salon du livre de jeunesse de Saint-Paul-Trois-Châteaux)
- Prix des lectrices de Julie (éditions Milan) (Salon du Livre de Paris, 17 mars 2001)
- Prix "Tempête au collège 2001" (Bayonne, 9 mars 2001, décerné par 250 collégiens du Pays Basque)
- Prix du jury des collégiens de Villefranche-de-Rouergue
- Prix LIVRENTÊTE de Culture et bibliothèques pour tous (Futuroscope, 4 mai 2001)
- Prix adolescents de la ville de Loudéac
- Prix 2001 du Livre de l'Été (Metz, 8 juin 2001)
- Prix des lecteurs du Morbihan
- Prix des Collégiens Haute-Savoie 2001
- Prix des collèges de Martigues 2001
- Prix Territoire de Lecture (prix littéraire des collèges du Territoire de Belfort)
- Prix des lecteurs 2001 de la ville du Mans
- Prix Ados de la ville de Rennes/Ille-et-Vilaine 2001 (6 juin 2001)
- Prix du salon du livre de la ville de Chevreuse
- Prix Tatoulu 2001
- Le Gaillard d'or 2002 (Brive-la-Gaillarde)
- Coup de cœur 2002 des jeunes lecteurs de la ville de Bruxelles
- Prix Farniente 2001 (Belgique)
- Isidor Fictions niveau quatrième
- Prix de la ville de Rennes (4 juin 2003)
- Prix Paolo Ungari-Unicef 2008 (Alice nella città, 30 octobre 2008, traductrice : Federica Angelini)
- Prix des livres d'or, (6 avril 2002)
- Premio LIBER (Foire de Bologne, 24 mars 2009)
- Goldener Lufti (Pegasus-Leserpreis für Jugendbücher, 5 mars 2009)
- Prix Un libro per la testa 2009 (Suzzara, Italie)

## Adaptations
Ce roman a fait l'objet d'une adaptation télévisée en 2008, réalisée par Thierry Binisti sous le titre : On choisit pas ses parents.
Ce roman fait aussi l'objet d'une adaptation sur la scène, sous le titre Oh Boy!, mise en scène par Olivier Letellier, adaptation du texte par Catherine Verlaguet, avec Lionel Erdogan. Le spectacle a obtenu en 2010 le Molière du spectacle jeune public. La pièce a été traduite en anglais (États-Unis) par Nicholas Elliott et jouée par Matthew Brown au New Victory Theater de New York du 6 au 15 janvier 2017.